# Baleine franche du Pacifique Nord
Eubalaena japonica
Espèce
Statut de conservation UICN

 EN D : En danger
Statut CITES
La Baleine franche du Pacifique Nord (Eubalaena japonica) est un mammifère marin en danger d'extinction. Le nombre exact de baleines est obscur, les estimations variant énormément. Bien qu'elle soit protégée depuis 1935, la chasse illégale pratiquée par des navires soviétiques dans les années cinquante et soixante ont drastiquement réduit le nombre d'individus. L'UICN estime que l'effectif de cette population relictuelle est désormais trop faible pour permettre une régénération de l'espèce, dont l'extinction semble inéluctable. Depuis l'annonce en août 2007 de l'extinction du dauphin de Chine (Lipotes vexillifer), la Baleine franche du Pacifique Nord est le mammifère marin le plus menacé de la planète.
En juin 2013, un individu fut observé au large de la côte occidentale du Canada pendant plusieurs jours. C'était la première observation depuis 60 ans.

## Taxonomie
Depuis 2000, les scientifiques considèrent les baleines franches dans le Pacifique Nord et les mers voisines comme une espèce distincte, Eubalaena japonica, la baleine franche du Pacifique Nord. Les différences génétiques entre E. japonica et E. australis sont beaucoup plus petites que celles des autres baleines à fanons entre différents bassins océaniques.
Avant 2000, les baleines franches du Pacifique Nord étaient considérées comme conspécifiques avec les baleines franches de l'Atlantique Nord et de l'hémisphère Sud et étaient toutes décrites sous le nom Eubalaena glacialis dans la littérature scientifique. Tous ces animaux se ressemblent très étroitement extérieurement. Les différences qui les séparent en espèces distinctes sont génétiques et sont discutées dans l'article sur les Balaenidae. La reconnaissance des différentes populations de baleines Eubalaena comme des espèces distinctes est soutenue par la Société pour la mammalogie marine, le Service national des pêches maritimes des États-Unis et la Commission baleinière internationale.
Les baleines franches du Pacifique Nord, de l'Atlantique Nord et du Sud sont toutes membres de la famille des Balaenidae. La baleine boréale, trouvée dans l'Arctique, est également une baleine Balaenidae, mais suffisamment différente pour justifier son propre genre, Balaena.
Le cladogramme est un outil pour visualiser et comparer les relations évolutives entre les taxons. Le point où un nœud se ramifie est analogue à une ramification évolutive – le diagramme peut être lu de gauche à droite, un peu comme une chronologie. Le cladogramme suivant de la famille des Balaenidae sert à illustrer le consensus scientifique actuel sur les relations entre la baleine franche du Pacifique Nord et les autres membres de sa famille.

## Description

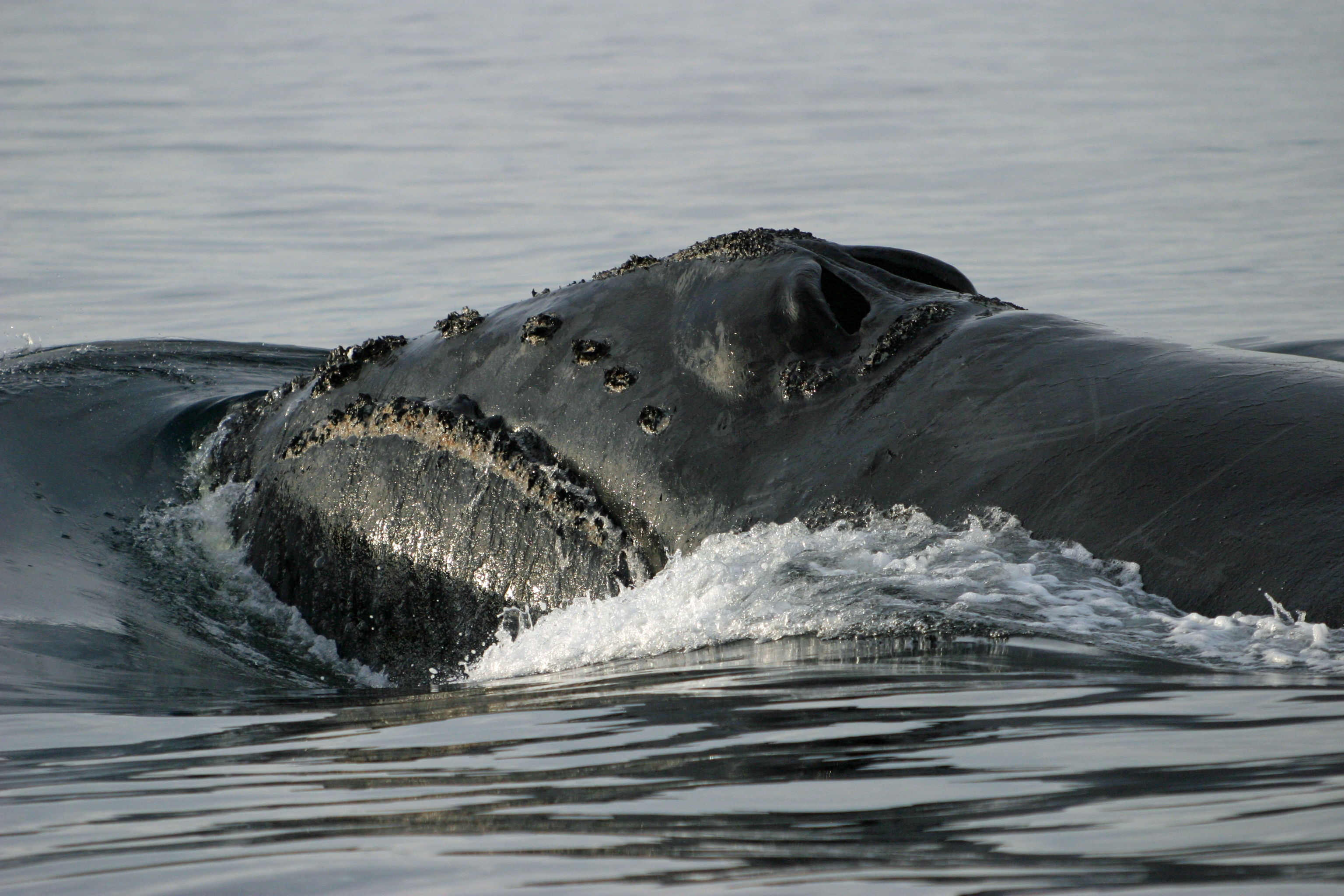
Baleine franche du Pacifique Nord, photo de John Durban, NOAA

E. japonica est une baleine à fanons très grande et robuste. Elle ressemble très étroitement à la baleine franche de l'Atlantique Nord (E. glacialis) et à la baleine franche de l'hémisphère Sud (E. australis), à tel point qu'elles étaient longtemps considérées comme une seule espèce. En effet, sans savoir de quel océan provient un individu, les similitudes physiques sont tellement importantes que les individus ne peuvent être identifiés à l'espèce que par analyse génétique. Par rapport aux autres espèces de baleines franches, E. japonica peut être légèrement plus grande. Comme d'autres baleines à fanons, les femelles baleines franches du Pacifique Nord sont plus grandes que les mâles. De plus, les individus de couleur bringée du Pacifique Nord sont moins courants que chez les baleines franches de l'hémisphère Sud.
E. japonica se distingue facilement des autres espèces de baleines du Pacifique Nord par plusieurs caractéristiques morphologiques : absence de nageoire dorsale ou de bosse, dos très large et noir, callosités couvertes de cyamides sur la tête et les lèvres, mâchoire très arquée, rostre très étroit, et souvent un jet en forme de V. Les baleines franches du Pacifique Nord peuvent atteindre 15 à 18,3 m (49 à 60 pieds) de long à l'âge adulte, plus grandes que la baleine franche de l'Atlantique Nord. La masse corporelle typique est de 50 000 à 80 000 kg (110 000 à 180 000 livres), ou jusqu'à 100 000 kg (220 000 livres), ce qui est le double de celle des baleines à bosse typiques. Il y a un enregistrement d'une baleine de 19,8 m (65 pieds) capturée lors d'opérations soviétiques illégales, tandis que la fiabilité de mesures plus importantes de 20,7 m (68 pieds) avec 135 000 kg (298 000 livres) et 2 cas de 21,3 m (70 pieds),, un chacun du côté est et ouest du Pacifique, est incertaine. Elles sont beaucoup plus grandes que les baleines grises ou à bosse et également très robustes, notamment en comparaison avec les autres grandes baleines à fanons telles que les baleines bleues et les rorquals communs. Pour 10 baleines franches du Pacifique Nord prises dans les années 1960, leur circonférence devant les nageoires était de 0,73 de la longueur totale de la baleine. Il a été affirmé que les nageoires pectorales de la baleine franche du Pacifique sont plus grandes en proportion que celles des autres baleines franches et plus pointues, et il peut exister des différences de forme de la queue selon les individus ou le sexe. De plus, des différences de coloration et de forme mineure des fanons entre le Pacifique et l'Atlantique ont été notées.

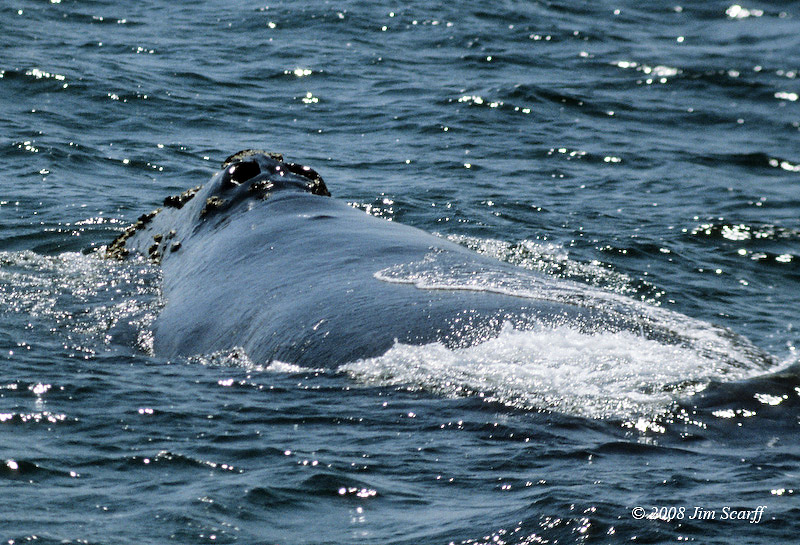
Baleine franche du Pacifique Nord, Baie de la demie lune, Californie, le 20 mars 1982, photo de Jim Scarff

Les baleines franches sont également uniques en ce sens qu'elles possèdent toutes des callosités - des zones rugueuses de l'épiderme recouvertes de milliers de petits cyamides de couleur claire. Les callosités apparaissent en taches sur sa tête juste derrière les évents, le long du rostre jusqu'à la pointe, qui a souvent une grande callosité, appelée par les baleiniers "bonnet". Le but fonctionnel des callosités n'a pas été déterminé.
La baleine boréale étroitement liée diffère de la baleine franche en l'absence de callosités, ayant une mâchoire plus arquée et une baleine plus longue. Les aires de répartition saisonnières des deux espèces ne se chevauchent pas. La baleine boréale se trouve au bord de la banquise dans des eaux plus arctiques dans la mer des Tchouktches et la mer de Beaufort, et se trouve dans la mer de Béring uniquement pendant l'hiver. La baleine boréale n'est pas présente dans le Pacifique Nord.
Bien que plus de 15 000 baleines franches aient été tuées par les baleiniers dans le Pacifique Nord, il existe étonnamment peu de descriptions détaillées de ces baleines. La plupart de nos informations sur l'anatomie et la morphologie de l'Eubalaena japonica proviennent de 13 baleines tuées par les baleiniers japonais dans les années 1960 et de 10 baleines tuées par les baleiniers russes dans les années 1950. Des informations de base sur les longueurs et les sexes des baleines franches sont également disponibles à partir des opérations de chasse à la baleine côtière au début du XXe siècle.

## Écologie et comportement

### Alimentation
Comme les baleines franches dans d'autres océans, les baleines franches du Pacifique Nord se nourrissent principalement de copépodes, principalement l'espèce Calanus marshallae. Elles ont également été signalées au Japon et dans le golfe d'Alaska, se nourrissant de copépodes du genre Neocalanus avec une petite quantité de larves d'euphausiacés, Euphausia pacifica.
Comme les autres espèces de baleines franches, la baleine franche du Pacifique Nord se nourrit en filtrant continuellement l'eau tout en nageant ; cela contraste avec les baleines balaenoptéridés, telles que les baleines bleues et à bosse, qui engloutissent leur proie en de rapides avancées, remontant rapidement des profondeurs. Les baleines franches n'ont pas de gorge plissée. À la place, elles ont de très grandes têtes et des bouches qui leur permettent de nager la bouche ouverte (similaire aux requins pèlerins et baleines), l'eau avec les copépodes entre, puis s'écoule latéralement à travers les fanons très longs et très fins de la baleine, piégeant les copépodes, puis sort par leurs grandes lèvres inférieures. La bouche est ensuite fermée étroitement pour expulser l'eau en excès, avec la proie piégée efficacement dans la bouche de la baleine, derrière les fanons.
Il faut des millions de ces minuscules copépodes pour fournir l'énergie dont une baleine franche a besoin. Ainsi, les baleines franches doivent trouver des concentrations de copépodes très élevées, supérieures à 3 000 par mètre cube, pour se nourrir efficacement. Les chercheurs du National Marine Fisheries Service ont cartographié le sud-est de la mer de Béring et le golfe d'Alaska pour repérer les zones avec une productivité suffisante pour soutenir de telles concentrations, et ont analysé les rôles de la bathymétrie et des différents gyres dans la concentration des copépodes à de telles densités.

### Comportement

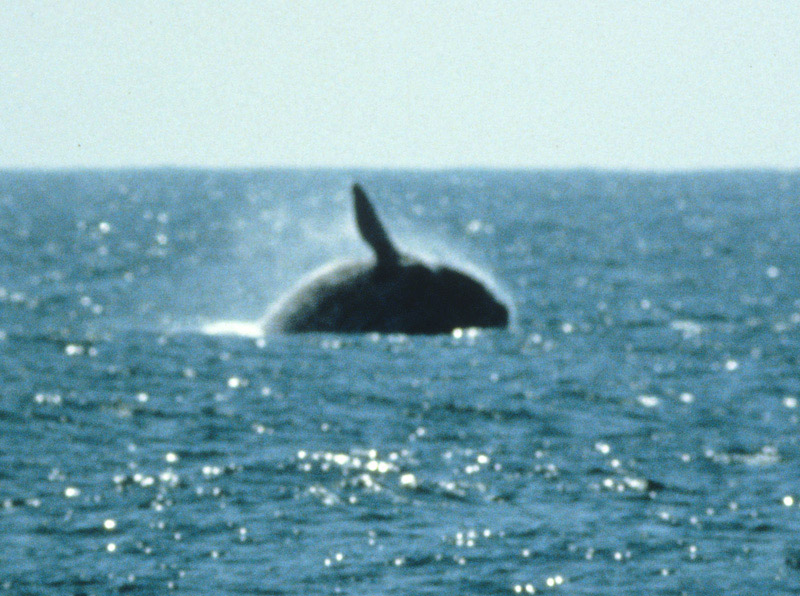
Baline franche sautant hors de l’eau, baie de demie lune, California, le 20 mars 1982, photo de Jim Scarff

Il y a eu très peu d'observations visuelles courtes du comportement des baleines franches dans le Pacifique Nord. L'assaut des baleines au milieu du XIXe siècle s'est produit avant qu'il n'y ait beaucoup d'intérêt scientifique pour le comportement des baleines, et n'a inclus aucune observation scientifique. Au moment où l'intérêt scientifique pour cette espèce s'est développé, très peu de baleines restaient et nulle part dans l'est du Pacifique Nord ou dans la mer de Béring les observateurs ne pouvaient les trouver de manière fiable. Sur la base d'observations limitées au XIXe siècle, il a été noté que plus la chasse à la baleine était étendue, plus les baleines devenaient agressives et difficiles à approcher. Ces traits correspondent aux observations faites en 2014, selon lesquelles ces baleines semblent être sensibles à la présence des navires en surface, nageant loin ou se plongeant pendant de plus longues périodes, assez pour que les observateurs les perdent de vue,. Les journaux de chasse à la baleine avant la Première Guerre mondiale au Japon décrivent également les baleines franches comme faisant partie des espèces de fanons ou de dentiers les plus sensibles aux impacts de la chasse à la baleine, car elles fuyaient immédiatement les endroits où se déroulait la chasse à la baleine, abandonnant peut-être leur habitat pour de bon.

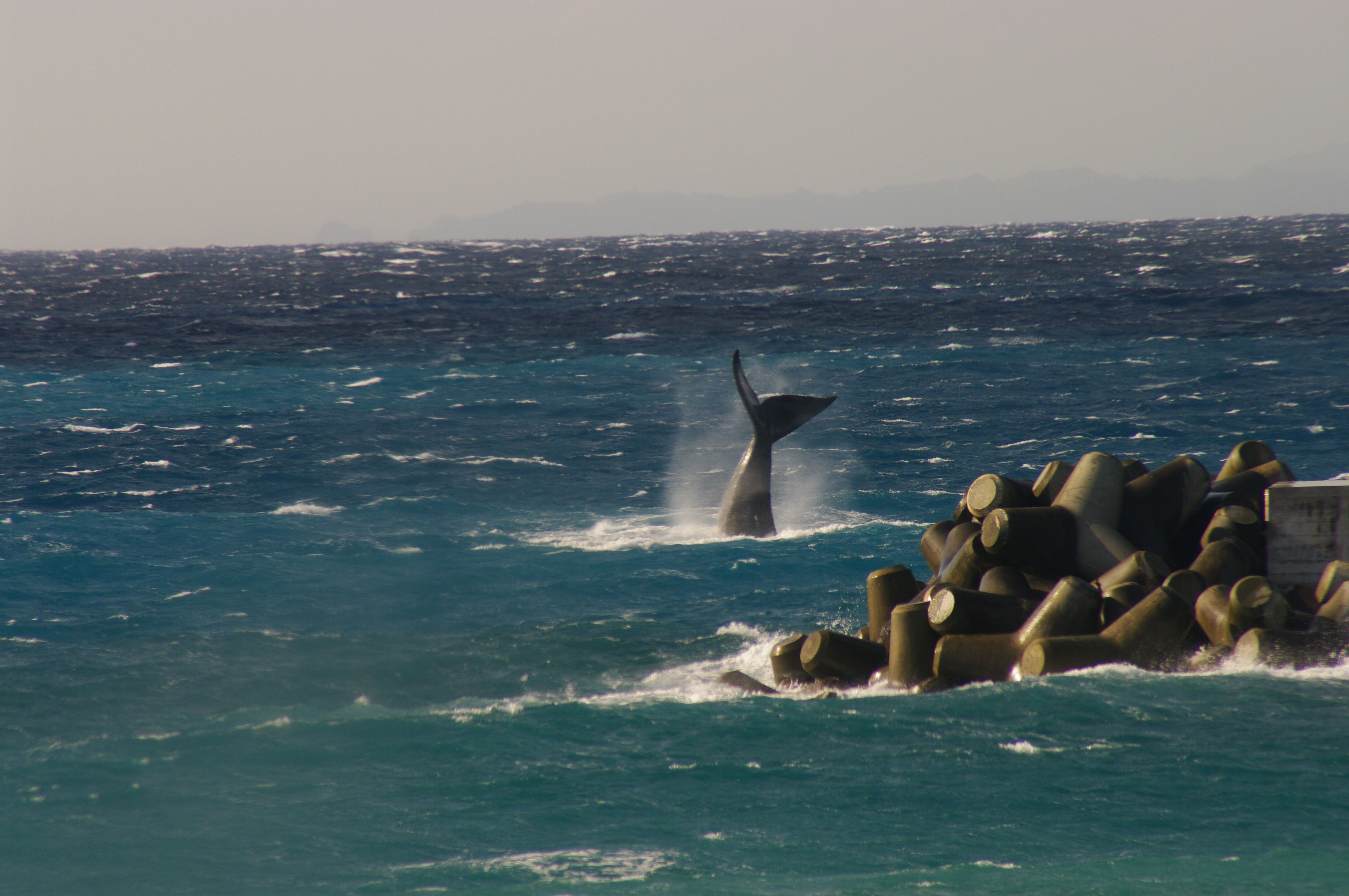
Baleine franche qui tape de la queue, Nii-jima, Tokyo, le 02 mars 2011

En 2006, les scientifiques ont eu un succès minimal dans le marquage par satellite des baleines franches du Pacifique Nord. Les observations totales sont probablement de moins de 50 heures au cours des 50 dernières années. Ce que l'on sait peu de comportement de la baleine franche du Pacifique Nord suggère qu'il est similaire au comportement des baleines franches dans d'autres océans, à l'exception de leur choix de lieux d'hivernage. L'individu observé lors d'une excursion d'observation des baleines au large de la péninsule de Kii, au Japon, a sauté six fois d'affilée en 2006. Le même opérateur d'observation des baleines a eu deux observations en 2006 et a de nouveau eu un très proche rencontre avec une baleine franche en 2011. Cet animal était très curieux et actif ; il a nagé autour du navire pendant plus de 2 heures, sautant, espionnant, tapant de la queue et tapant des nageoires près du bateau. Le navire a dû s'éloigner de la baleine car elle les suivait continuellement. Un autre individu curieux et joueur a été rencontré lors d'une excursion d'observation des baleines au large des îles Bonin en mars 2014.
Comme les autres espèces d'Eubalaena, les baleines franches du Pacifique Nord sont connues pour interagir avec d'autres espèces de cétacés. Plusieurs observations de baleines franches du Pacifique Nord interagissant avec des groupes ou des baleines à bosse solitaires ont été enregistrées dans le Pacifique Nord, à la fois dans l'est et dans l'ouest. En 1998, une paire de baleines grises a été vue montrant des signes d'agression envers une baleine franche, la chassant au large de la côte californienne, tandis qu'en 2012, dans la région de la baie de Piltun, sur la côte nord-est de l'île de Sakhaline, une baleine franche jeune adulte a été vue en train de montrer un comportement social typique au sein d'un groupe de baleines grises occidentales en danger critique d'extinction,.

### Vocalisations
Les baleines franches de l'hémisphère Sud et de l'Atlantique Nord émettent une variété de vocalisations qui ont été largement étudiées au cours de la dernière décennie. Comme les effectifs de baleines franches dans le Pacifique Nord sont si faibles, et que les baleines se trouvent dans des zones plus éloignées, l'étude des vocalisations de la baleine franche du Pacifique Nord a été plus difficile et il y a moins d'enregistrements. Tous les sons enregistrés pour les baleines franches du Pacifique Nord ont été enregistrés dans la partie nord de leur aire de répartition, dans la mer de Béring et le golfe d'Alaska. On ne sait pas si elles émettent des vocalisations supplémentaires ou différentes sur leurs aires d'hivernage ou dans la partie ouest de leur aire de répartition. Sur la base de ces échantillons relativement peu nombreux, il semble que les baleines franches du Pacifique Nord émettent des appels similaires à ceux des autres espèces de baleines franches (Eubalaena spp.), bien que les appels puissent différer dans certains détails et dans la fréquence relative d'utilisation des différents appels.
Ces appels sont tous des sons de basse fréquence qui semblent avoir des fonctions de communication sociale, mais on ne sait pas exactement quelles sont ces fonctions. Il n'y a pas de preuve que les sons des baleines franches sont utilisés pour l'écholocation comme on le voit chez les dauphins et les cétacés à dents.

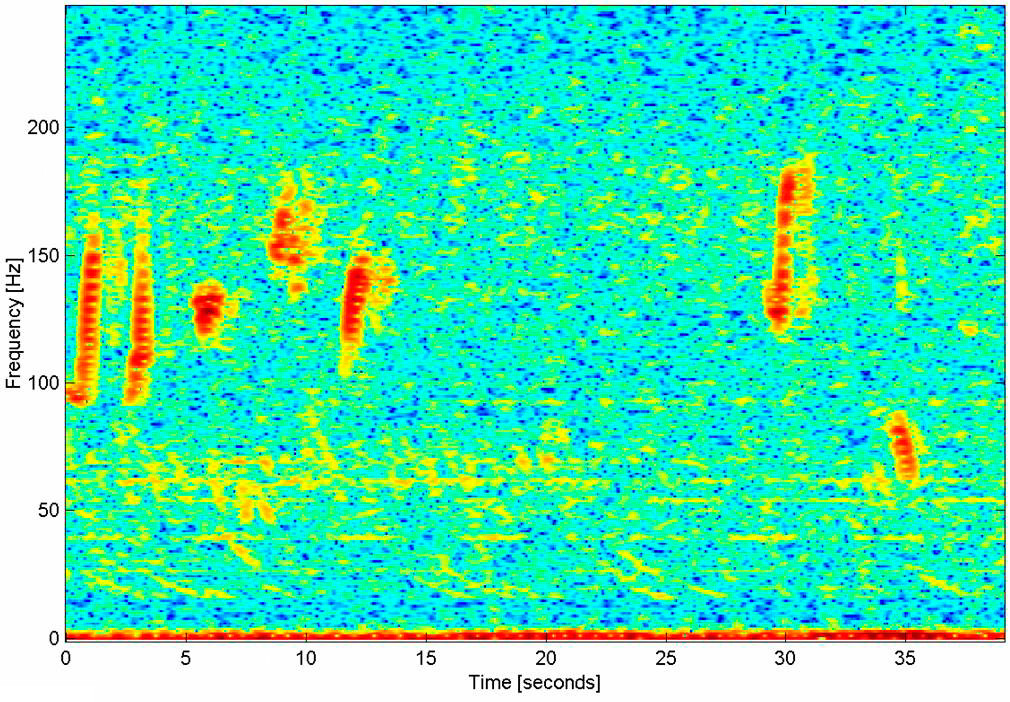
Spectrogramme d’un « upcall » de baleine franche enregistré dans la mer de Bering, Sue Moore, NMFS National Marine Mammal Laboratory

Entre 2000 et 2006, les chercheurs de la NOAA ont déployé des dispositifs passifs d'écoute acoustique dans la mer de Béring et le golfe d'Alaska et enregistré au moins 3 600 appels de baleines franches du Pacifique Nord. Presque tous ces appels provenaient des eaux peu profondes du plateau continental à environ 70 mètres de profondeur du sud-est de la mer de Béring, désormais désigné comme habitat critique pour cette espèce. 80 % étaient des "up-calls" modulés en fréquence à une fréquence moyenne de 90 à 150 Hz et d'une durée de 0,7 seconde. Les appels "down-up" constituaient environ 5 % des appels, et descendaient de 10 à 20 Hz avant de devenir un "up-call" typique. Les autres types d'appels, par exemple des balayages descendant et des "gémissements" tonals constants, constituaient moins de 10 % du total des appels. Les appels étaient regroupés temporellement, apparemment impliquant un certain niveau d'interaction sociale, comme cela a été trouvé dans les appels des baleines franches dans d'autres océans. Les appels survenaient plus souvent la nuit que pendant la journée,.
Les upcalls des baleines franches sont suffisamment distincts des appels des autres espèces de baleines pour permettre d'identifier la présence de baleines franches dans la région par les appels seuls, si l'on prend soin de les examiner attentivement. Les baleines à bosse se trouvent également dans une grande partie de l'aire de répartition de la baleine franche du Pacifique Nord, y compris dans la mer de Béring, et certaines parties des appels des baleines à bosse, variables et complexes, peuvent être similaires aux appels des baleines franches, suffisamment pour que la confirmation qu'un appel provient en fait d'une baleine franche nécessite généralement qu'un humain examine tout le contexte de l'appel plutôt que de simplement se fier à un algorithme pour identifier l'appel comme c'est possible pour d'autres espèces.
Les baleines franches dans d'autres océans ont été enregistrées en train d'émettre une vocalisation percutante appelée un "appel de coup de feu" ou coup de feu. Le rôle et le but de cet appel sont incertains. Cependant, jusqu'en 2017, il n'avait jamais été prouvé que ce sont les baleines franches du Pacifique Nord qui émettaient ce type d'appel, donc la détection des coups de feu n'était pas considérée comme un indicateur fiable de la présence de baleines franches.
Jusqu'à récemment, on pensait que l'appel le plus couramment utilisé par les baleines franches du Pacifique Nord était l'"upcall". Cet appel est relativement stéréotypé chez tous les individus et populations de baleines franches. L'appel suivant le plus courant a été étiqueté "downcall" et celui-ci est également assez stéréotypé. Les baleines franches émettent également une variété d'autres appels de fréquence variable de différentes durées. Cependant, ceux-ci sont si variés qu'ils n'ont pas été catégorisés par les chercheurs jusqu'à récemment.
Jusqu'à récemment, il n'avait pas été prouvé que les baleines franches du Pacifique Nord émettaient un appel percutant, appelé "gunshot", similaire à celui des baleines franches dans d'autres océans, qui ressemble au bruit d'un coup de feu. Les appels de coup de feu semblent être émis par les mâles et peuvent être associés à certains aspects de l'accouplement. En 2017, des recherches sophistiquées et minutieuses menées par la scientifique de la NOAA Jessica L. Crance et d'autres scientifiques de la NOAA ont pu attribuer définitivement les coups de feu aux baleines franches du Pacifique Nord, et ont constaté que parmi les animaux échantillonnés, les coups de feu étaient entendus environ 50 fois plus fréquemment que les upcalls. Étant donné que les coups de feu sont beaucoup plus utilisés et sont moins susceptibles d'être confondus avec un appel de baleine à bosse, cela devrait améliorer la détection des baleines franches dans le Pacifique Nord à l'aide de la surveillance acoustique passive, et améliorer également la capacité à localiser les baleines individuelles à partir de navires.

### Préférences d’habitat
Les préférences d'habitat des baleines franches varient en fonction de la période de l'année. Au printemps, en été et en automne, les baleines franches recherchent des concentrations de nourriture. En hiver, dans l'Atlantique Nord et dans l'hémisphère Sud, les femelles enceintes et leurs petits recherchent généralement des baies peu profondes et protégées pour mettre bas et élever leurs petits. Dans le Pacifique Nord, le schéma des baleines franches recherchant des zones riches en nourriture est le même, mais les femelles et les petits baleineaux dans le Pacifique Nord ne montrent pas le schéma clair de concentration dans les agrégations près du rivage. La distribution des baleines franches du Pacifique Nord en hiver reste un mystère majeur.
Étant donné le petit nombre de baleines franches à observer dans le Pacifique Nord, et qu'elles se nourrissent généralement loin du rivage, des analyses alternatives des préférences d'habitat sont nécessaires. Edward J. Gregr a utilisé des cartes des prises de chasse à la baleine historiques et a ajouté des données océanographiques provenant d'autres sources pour identifier les habitats préférés. Son analyse suggère qu'à l'échelle des bassins océaniques, les baleines franches du Pacifique Nord recherchent des régions d'eau froide présentant une faible variabilité inter-annuelle et une forte variabilité saisonnière (c'est-à-dire des zones où l'activité frontale élevée se produisait de manière prévisible d'une année à l'autre). Cependant, à une échelle régionale plus localisée, ces corrélations se sont affaiblies.
En hiver, les baleines franches du Pacifique Nord peuvent être présentes depuis la mer de Béring jusqu'aux îles Bonin. Ce sont les baleines qui vont vers le sud qui sont fréquemment observées près du rivage. Les baleines franches ont historiquement été trouvées plus près du rivage dans des eaux très peu profondes que les autres grandes baleines à fanons, mais elles ne sont en aucun cas limitées aux habitats côtiers. Il y a un enregistrement d'une femelle baleine franche de l'Atlantique Nord mettant bas à 63 km des côtes de Jacksonville, en Floride.
Beaucoup de observations très proches du rivage des baleines franches du Pacifique Nord ont eu lieu en Russie, au Japon et en Corée du Sud. Elles ont été vues entrer dans les ports, restant juste à côté des quais ou des jetées,, et il y a eu des enregistrements réguliers de baleines se retrouvant prises dans des filets fixes le long des côtes japonaises et sud-coréennes ces dernières années.
Il y a eu un enregistrement d'interactions interspécifiques plutôt agressives entre une baleine franche et un groupe de baleines grises au large de la Californie, en faisant le seul enregistrement d'agression interspécifique possible parmi les baleines à fanons. Cependant, des observations de comportements sociaux entre les deux espèces ont été faites sur l'île de Sakhaline. De plus, il n'y a pas de population décente de baleines grises en dehors du Pacifique Nord en 2014, donc l'étendue des compétitions interspécifiques, si elles ont jamais eu lieu, ou le partage pacifique d'habitat entre ces espèces côtières avant la chasse à la baleine, sont inconnus. Une théorie selon laquelle les baleines à bosse ont envahi et sont devenues une espèce dominante sur les îles hawaïennes, ancien lieu d'hivernage des baleines franches, au cours des derniers siècles, correspondant au calendrier des chasses à la baleine franche à travers l'océan Pacifique, a également été avancée.
Des regroupements estivaux étaient connus pour se produire dans diverses zones basées sur les enregistrements de chasse à la baleine. Les lieux suivants étaient ceux avec un plus grand nombre d'enregistrements de captures : Korf à Olyutorsky et la baie de Kambalny,. Au moins la baie de Kambalny accueille encore plusieurs baleines parfois ; 5 baleines ont été observées depuis les rivages en décembre 2012.

## Menaces
En adoptant un plan de rétablissement pour la baleine franche du Pacifique Nord, le gouvernement des États-Unis (NOAA) a décrit son évaluation des différentes menaces pesant sur la survie continue de l'espèce. Conformément à l'article 4(c)(2) de la Loi sur les espèces en voie de disparition, la NOAA doit réexaminer le statut de toutes les espèces menacées et en voie de disparition au moins une fois tous les cinq ans pour déterminer si leur statut de classement devrait être modifié. La NOAA a publié sa plus récente révision quinquennale du statut de la baleine franche du Pacifique Nord le 13 février 2024.

### Population trop faible
Lorsque les populations d'animaux sauvages deviennent très petites, elles deviennent beaucoup plus vulnérables à certains risques que les populations plus grandes. L'un de ces risques est la dépression consanguine.
Un deuxième risque des populations très petites est leur vulnérabilité aux événements défavorables. Dans son examen de l'état de 2006, la NMFS a déclaré que les faibles taux de reproduction de l'E. japonica, sa maturité sexuelle tardive et sa dépendance à une forte survie juvénile combinés à ses besoins alimentaires spécialisés en bancs denses de copépodes "la rendent extrêmement vulnérable aux variations environnementales et à la stochasticité démographique à de si faibles nombres". Par exemple, une pénurie localisée de nourriture pour une ou plusieurs années peut réduire la population sous une taille minimum. Comme le souligne le statut NMFS : « Il a été prouvé que l’abondance et la densité de zooplancton dans la mer de Bering sont très variables, affectés par le climat, la météo, et les processus océaniques et en particulier l'expansion de la glace. »
Un troisième risque est l'incapacité à trouver des partenaires sexuels. Avec si peu de baleines dans une aussi vaste zone, trouver simplement un partenaire est difficile. Les baleines franches voyagent généralement seules ou en très petits groupes. Dans d'autres océans, les femelles en chaleur attirent les mâles en émettant des appels. Le succès de cette stratégie dépend d'avoir des mâles à portée d'écoute. Comme le trafic maritime augmente, le bruit de fond de l'océan augmente, ce qui réduit la portée audible de ces appels d'accouplement.

### Exploration, extraction, transport et déversements pétroliers
L'exploration et la production pétrolière et gazière dans l'aire de répartition de la baleine franche pourraient menacer la survie de l'espèce en raison de déversements de pétrole, d'autres pollutions, de collisions avec des navires et de bruit. Dans son examen de l'état de 2006, la NMFS note que le développement des champs pétrolifères russes au large des îles Sakhaline dans la mer d'Okhotsk "se produit dans l'habitat" de la population occidentale de baleines franches du Pacifique Nord.
Il y a eu récemment des déversements de pétrole dans la mer de Béring. En 2005, le naufrage du M/V Selendang Ayu près d'Unalaska a libéré environ 321 000 gallons américains (7 400 barils impériaux) de fioul et 15 000 gallons américains (350 barils impériaux) de diesel dans la mer de Béring.
La phase d'exploration du développement pétrolier est caractérisée par de nombreux navires engagés dans des tests sismiques pour cartographier les formations géologiques sous-marines. Les tests impliquent des explosions sonores qui résonnent sur les formations rocheuses sous-marines. Ces explosions ont été interdites en mer de Beaufort pendant la période de présence des baleines boréales. Dans son examen de l'état de 2006, la NMFS conclut : "En général, l'impact du bruit des navires ou des activités industrielles sur la communication, le comportement et la répartition des baleines franches reste inconnu."
Le 8 avril 2008, un examen de la NMFS a révélé qu'il n'y avait eu aucune activité récente d'exploration pétrolière et gazière en haute mer ou à proximité des zones désignées comme habitat critique pour E. japonica. Le même jour, le service de gestion des minéraux des États-Unis (MMS) a publié un avis de vente proposée de baux pétroliers et gaziers numéro 214 pour 5 600 000 acres (23 000 km2) dans le bassin nord-aleutien. En janvier 2009, le MMS a rapporté dans un rapport d'étude préliminaire pour l'énoncé d'impact environnemental de la vente de baux que « de nombreux commentateurs ont exprimé leur préoccupation quant aux impacts résultant de l'activité industrielle et du bruit sur les baleines franches du Pacifique Nord ». Plus de la moitié de la vente proposée de baux pétroliers et gaziers numéro 214 en mer de Béring se trouve dans l'habitat critique désigné de la baleine franche du Pacifique Nord.
Le 31 mars 2010, le président Obama a émis un mémorandum au secrétaire de l'Intérieur retirant la vente numéro 214 de la disposition par location jusqu'au 30 juin 2017, la région de Bristol Bay du bassin nord-aleutien en Alaska. Les baleines franches n'ont pas été mentionnées spécifiquement dans les raisons de ce retrait.

### Changements environnementaux
L'habitat de l'E. japonica change de manière à menacer sa survie. Deux effets environnementaux particulièrement préoccupants sont le réchauffement climatique et la pollution.
Les densités élevées de copépodes dont les baleines franches ont besoin pour se nourrir normalement sont le résultat d'une productivité élevée du phytoplancton et de courants qui agrègent les copépodes. Des études par satellite sur les baleines franches montrent qu'elles parcourent de longues distances pour trouver ces concentrations localisées de copépodes.
Le réchauffement climatique peut affecter à la fois les niveaux de population de copépodes et les conditions océanographiques qui les concentrent. Cette relation écologique a été étudiée de manière intensive dans l'ouest de l'Atlantique Nord.

### Hybridation avec les baleines boréales
Récemment, les scientifiques ont commencé à remarquer que le réchauffement de l'océan Arctique et des terres entraîne une modification de la distribution des espèces, ce qui a pour effet de briser les barrières climatiques qui ont empêché l'hybridation entre espèces étroitement apparentées. Les exemples les plus rapportés ont été les trois hybrides confirmés de grizzly et d'ours polaires. En 2010, une équipe dirigée par l'écologiste du Laboratoire national des mammifères marins, Brendan Kelly, a compté 34 hybridations possibles entre des populations ou espèces distinctes de mammifères marins de l'Arctique, dont beaucoup sont en danger ou menacées. Ces hybridations observées incluaient en 2009 un croisement entre une baleine boréale et une baleine franche du Pacifique Nord dans la mer de Béring. Kelly a déclaré que "Les accouplements entre la baleine franche du Pacifique Nord, dont le nombre est tombé en dessous de 200, et la baleine boréale plus nombreuse, pourraient pousser la première vers l'extinction. (Au fil du temps, les hybrides commenceraient à dépasser en nombre les baleines franches clairsemées.)" Le co-auteur Andrew Whitely a écrit : "Les accouplements entre ces mammifères marins près du pôle Nord sont susceptibles de donner une descendance fertile, car beaucoup de ces animaux ont le même nombre de chromosomes...[et] À court terme, la descendance hybride de ces accouplements d'animaux de l'Arctique sera probablement forte et en bonne santé, car contrairement à l'accouplement consanguin, qui amplifie les gènes nocifs, ce que l'on appelle l'accouplement hors consanguinité peut masquer ces gènes ... Mais avec le temps, alors que les hybrides s'accoupleront de manière aléatoire, ces gènes nocifs sortiront de leur cachette et rendront la descendance moins apte et moins capable de survivre.",
Dans la mer d'Okhotsk, le partage d'habitat avec une population en danger de baleines boréales a été confirmé dans les parties nord de la mer, notamment dans la région des baies Akademii et Ul'bansky, ainsi que chez les baleines grises occidentales, en danger critique. Les baleines peuvent également apparaître dans la partie nord-est, comme le golfe de Chelikhov. L'ampleur de l'effet sur les deux espèces du partage d'habitat est inconnue.

### Empêtrement dans les engins de pêche et interactions avec les débris marins

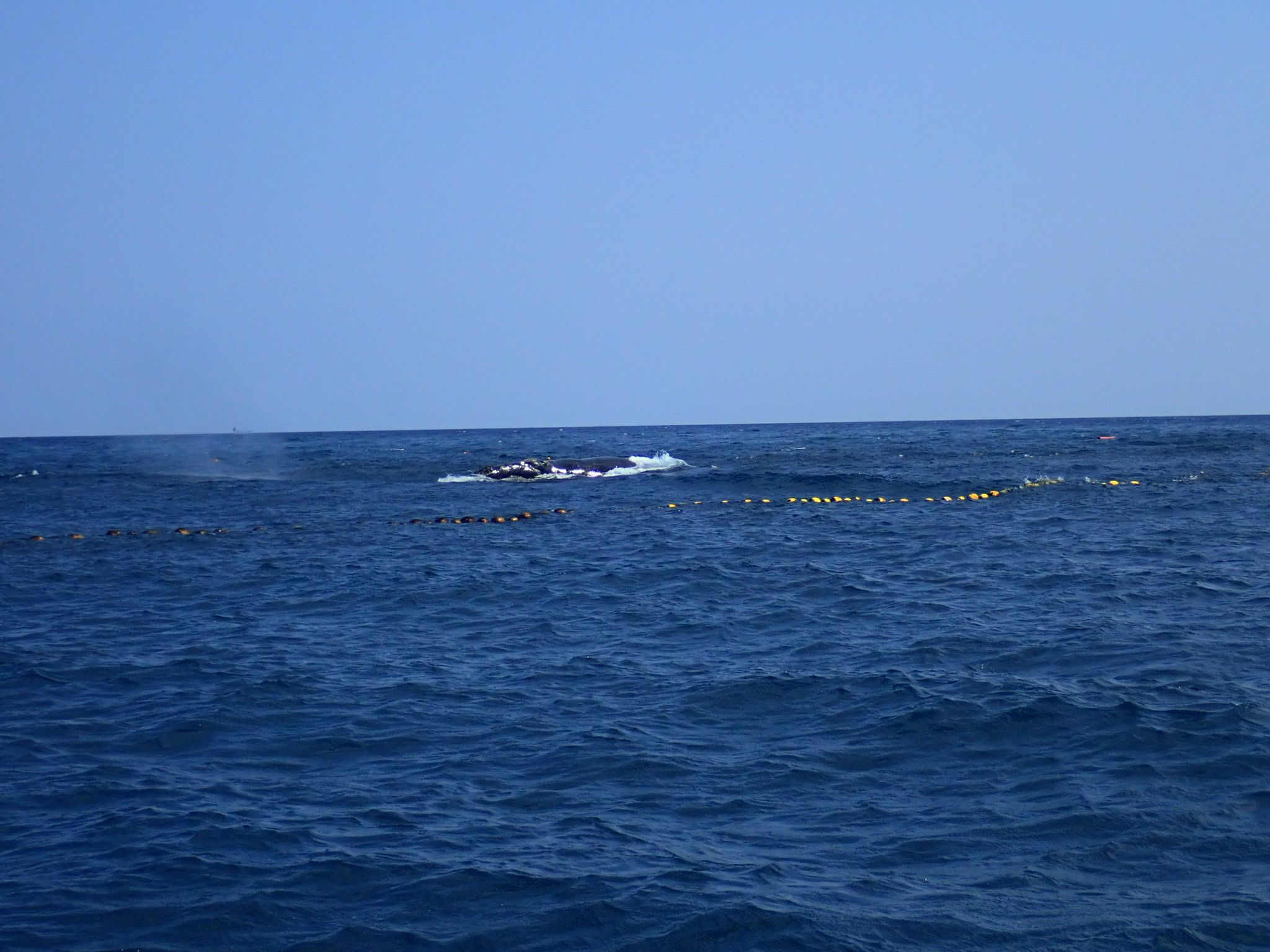
Un empêtrement d’une baleine franche du Pacifique Nord à Hokkawa, Higashiizu le 4 avril 2020, photo de Yoshiyuki Nakawaza (Dive Green). La baleine a été relâchée le lendemain.

Dans son évaluation de 2013 des menaces pesant sur la survie de la baleine franche du Pacifique Nord, la NOAA a examiné les impacts possibles de l'empêtrement dans les engins de pêche et de l'ingestion de débris marins. L'empêtrement dans les engins de pêche est une menace majeure pour la survie de la baleine franche de l'Atlantique Nord. Les débris marins comprennent, entre autres, les engins de pêche abandonnés ou perdus et de petits objets en plastique pouvant être ingérés.
Il y a une pêche commerciale toute l'année dans la zone de répartition de la baleine franche du Pacifique Nord, à la fois dans la mer de Béring et dans le golfe d'Alaska, ainsi que dans la partie occidentale de son aire de répartition autour du Kamtchatka, de la mer d'Okhotsk et du Japon. L'empêtrement dans les engins de pêche peut entraîner la mort de la baleine relativement rapidement ou entraîner un stress à long terme qui réduit la santé de la baleine, ce qui entraîne une reproduction moins importante ou la mort.

### Collisions avec des navires
Les collisions avec des navires commerciaux sont la plus grande menace pour les baleines franches de l'Atlantique Nord. Les zones d'alimentation estivale et les zones de mise bas hivernales se trouvent dans des corridors maritimes très fréquentés. E. japonica ne fréquente pas les corridors maritimes. Dans le Pacifique Nord, cette menace est probablement moins importante, mais elle existe toujours.
Tous les grands cétacés passant par les voies maritimes sont menacés d'être heurtés par des navires sur différentes routes maritimes dans les nations asiatiques, en particulier dans le détroit de Tsushima. La Garde côtière japonaise a commencé à collecter des données d'observation sur les grands cétacés dans la région, mais la plupart des identités d'espèces de chaque enregistrement ne sont pas spécifiées dans leur journal, il est donc inconnu si des baleines franches ont déjà été observées.

### Bruit des navires
Dans son Plan de récupération de 2013, la NOAA a examiné en détail les preuves scientifiques des effets du bruit des navires sur les baleines franches. Aucune étude n'a été réalisée sur les baleines franches du Pacifique Nord en raison de la difficulté à les trouver. Plusieurs études ont été réalisées sur les baleines franches de l'Atlantique Nord, qui sont examinées. Le bruit des navires dans les océans a considérablement augmenté en raison à la fois de la quantité de navigation et de l'exploration pétrolière et gazière. Le bruit accru peut rendre les baleines franches plus vulnérables aux collisions avec les navires. Il peut également leur imposer un niveau de stress sublétal qui pourrait affecter leur santé.
La NOAA a conclu que "la gravité du bruit des navires sur les baleines franches du Pacifique Nord est inconnue et l'incertitude de la menace est élevée. Par conséquent, l'impact relatif sur la récupération est classé comme inconnu."

### Prédation
Le Plan de récupération des États-Unis de 2013 a noté qu'il n'y a "actuellement aucune preuve" de prédation sur les baleines franches du Pacifique Nord par les orques, et qu'aucune des photos des baleines franches du Pacifique Nord ne montre d'images de marques de griffes typiques des attaques d'orques, mais "cela ne signifie pas que cette prédation ne se produit pas, seulement qu'elle n'a pas été observée".
Il existe des enregistrements de requins attaquant des baleines franches de l'Atlantique Nord sur leurs zones de mise bas. Dans l'Arctique canadien, 17 Inuits ont rapporté avoir vu des orques attaquer des baleines boréales,.
Le Plan de récupération des États-Unis conclut que toute prédation aurait probablement un impact plus important sur les classes d'âge des veaux et des jeunes adultes, et que l'impact relatif sur la récupération de la prédation est classé comme de faible gravité et d'incertitude moyenne.

### Chasse à la baleine
La chasse à la baleine historique est la raison pour laquelle les baleines franches du Pacifique Nord sont aujourd'hui si menacées. Les deux périodes critiques de chasse à la baleine ont été de 1839 à 1849 (chasse à la baleine pélagique, 90% des navires américains) et de 1963 à 1968 (chasse illégale soviétique). La chasse illégale soviétique dans les années 1960 a tué 514 baleines franches dans la mer de Béring et le golfe d'Alaska, ainsi que 136 baleines franches dans la mer d'Okhotsk et les îles Kouriles.
Bien que la chasse à la baleine ait été la principale menace pour les baleines franches du Pacifique Nord, il n'y a pas de trace de baleiniers ciblant cette espèce depuis les années 1980. Par conséquent, cette menace semble mineure à l'heure actuelle.

### Manque de financement pour la gestion, la recherche et la conservation
La tentative de rechercher et de gérer les interactions humaines avec les populations de baleines dispersées géographiquement dans des zones éloignées et difficiles à localiser est coûteuse. Avec les gouvernements autour du Pacifique Nord devant faire face à des réductions budgétaires, le financement de ces efforts devient de plus en plus difficile à obtenir. La plupart des recherches sur les baleines franches dans la mer de Béring et le golfe d'Alaska ont été financées dans le cadre de baux proposés pour l'exploration pétrolière et gazière qui ont récemment été différés et dont le financement a pris fin. Le Service national des pêches maritimes des États-Unis rapporte que "actuellement, il n'y a aucun financement du tout pour la recherche sur les baleines franches du Pacifique Nord malgré la nature extrêmement menacée de cette population".
Au Japon, le seul système de collecte de rapports sur les grandes baleines le long de la côte japonaise est le Registre des Échouages de l'ICR - cela ne s'applique qu'aux individus échoués, d'où la connaissance limitée sur la biologie des baleines franches en liberté au Japon. Il y a eu plus de observations non publiées ou non signalées de baleines franches confirmées par les habitants ces dernières années, dans lesquelles certaines observations importantes, telles qu'une observation de mère et de son petit près du rivage, sont incluses (contact personnel). Par exemple, un marin sur un yacht a eu un contact très proche avec une paire mère-petit sautant au large de la péninsule de Miura au début des années 2000. Cette observation a été confirmée plus tard par un biologiste marin local travaillant dans un aquarium.

## Conservation

### Le défi de trouver des baleines franches

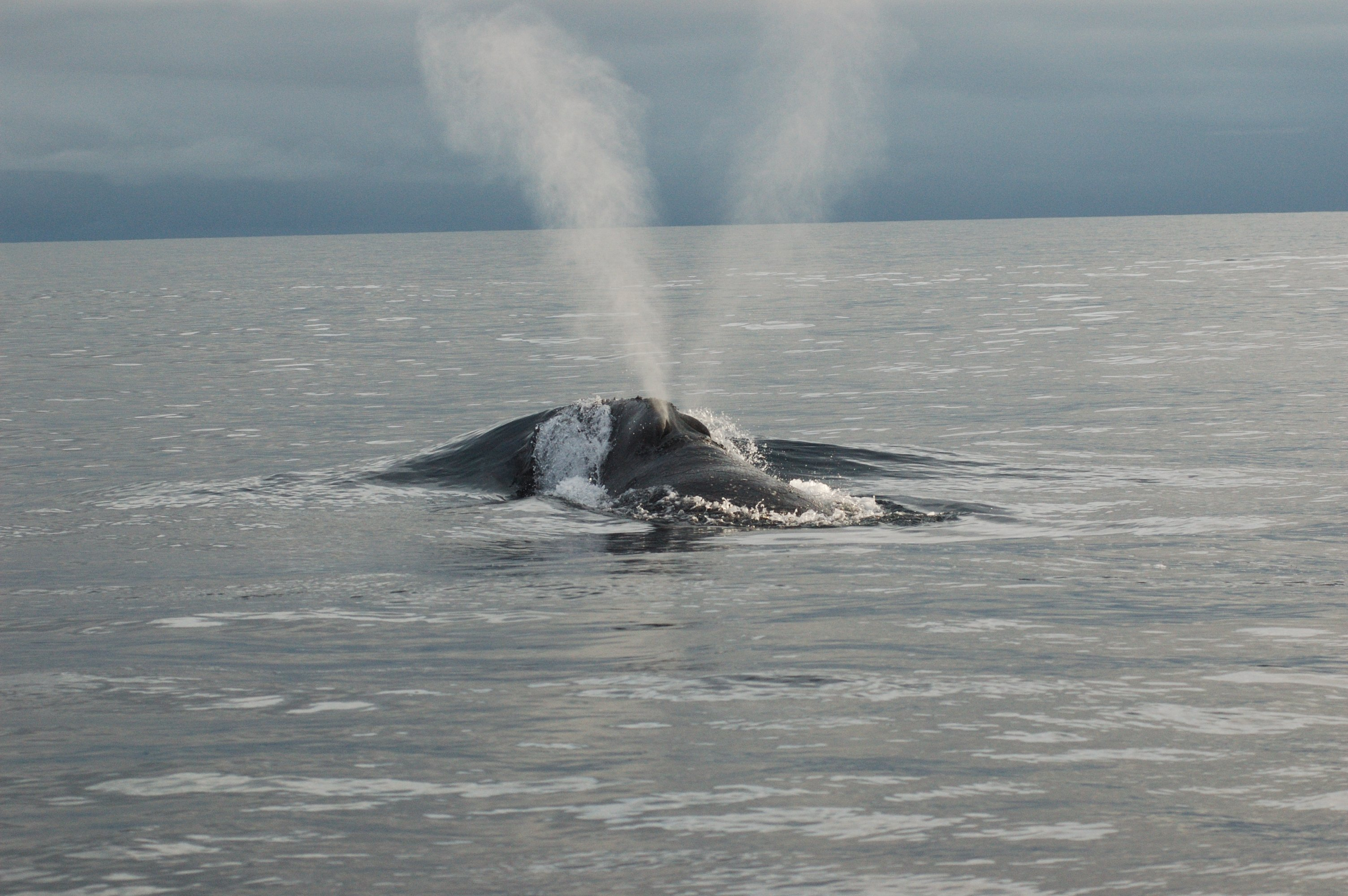
Souffle distinctif en forme de V d’une baleine franche dans la zone de chasse de la baie de Bristol (L’identification d’une baleine en tant que baleine franche nécessite plus que juste une photo de la forme du souffle car certaine baleines grises peuvent aussi produire des souffles en V)

Un souci fondamental pour la conservation de cette espèce est de les localiser. Les autres espèces de baleines franches peuvent être trouvées de manière fiable sur leurs aires d'alimentation (baleine franche de l'Atlantique Nord) ou sur leurs aires d'hivernage (à la fois la baleine franche de l'Atlantique Nord et la baleine franche australe). En revanche, il n'existe aucun endroit fiable où les chercheurs peuvent trouver des baleines franches du Pacifique Nord. Dans la partie orientale de leur aire de répartition, il y a si peu de baleines que les chercheurs ont décrit la recherche de ces dernières comme chercher une aiguille dans une botte de foin. Dans la partie occidentale de leur aire de répartition, la capacité des chercheurs à trouver des baleines franches dans la mer d'Okhotsk et les îles Kouriles est grandement entravée par la difficulté et le coût d'accès à ces zones, qui se trouvent dans les eaux territoriales et la ZEE de la Russie, ainsi que par le brouillard qui réduit la visibilité.
Jusqu'à récemment, presque tous les enregistrements de baleines franches du Pacifique Nord étaient des observations visuelles à partir de navires ou depuis la côte. Cependant, sur leurs aires d'été dans la mer de Béring et le golfe d'Alaska, les conditions maritimes sont souvent si difficiles, venteuses et/ou brumeuses que la détection des baleines franches connues pour être présentes est problématique. En 2015, une croisière de recherche de la NOAA dans la mer de Béring au large de Kodiak, axée sur la recherche de baleines franches, a détecté des signaux acoustiques à deux reprises émis par une baleine franche, mais dans aucun des cas les chercheurs n'ont pu localiser visuellement les baleines. Les précédentes enquêtes de la NOAA dédiées dans le sud-est de la mer de Béring n'ont également eu qu'un succès sporadique dans la localisation visuelle des baleines franches. Une croisière de recherche dédiée d'un mois en août 2007 dans le sud-est de la mer de Béring n'a pas repéré de baleines franches.
Plus récemment, les scientifiques utilisent de plus en plus une nouvelle technologie pour détecter acoustiquement les baleines franches. Comme décrit précédemment, les baleines franches émettent des appels qui peuvent être distingués des appels d'autres espèces, de sorte que les chercheurs ont conclu que de telles détections constituent des enregistrements fiables basés uniquement sur les enregistrements acoustiques. La technologie est capable de détecter des animaux immergés, indépendamment de la clarté de l'eau,.
La recherche acoustique des baleines franches du Pacifique Nord a été réalisée avec deux types de dispositifs d'écoute. Les bouées sonobuoys directionnelles et de portée flottent et sont déployées à partir de navires, puis sont surveillées pendant de courtes périodes (quelques heures) depuis ces navires. Les autres dispositifs d'écoute sont des enregistreurs acoustiques amarrés de manière permanente qui échantillonnent acoustiquement pendant de longues périodes (plusieurs mois) jusqu'à ce que les enregistrements acoustiques soient récupérés par un navire.
La détection acoustique et les recherches visuelles sont souvent utilisées en conjonction. Les baleines franches sont détectées acoustiquement puis localisées visuellement par des observateurs à bord des navires. En août 2004, les dispositifs d'écoute de la NOAA dans le sud-est de la mer de Béring ont détecté des vocalisations de baleines franches. Les chercheurs ont ensuite déployé des bouées sonobuoys directionnelles et de portée pour localiser les baleines qui émettaient ces sons. Ces informations ont permis aux chercheurs de trouver visuellement les baleines, de les photographier, de prélever des échantillons génétiques à l'aide de fléchettes biopsie et de les marquer.
Les chercheurs ont également mis au point des balises satellites de plus en plus sophistiquées et durables qui peuvent être fixées aux baleines, y compris aux baleines franches. Ces balises peuvent collecter des informations pendant des mois sur les déplacements à longue distance des baleines, et ont fourni des informations sur les mouvements des baleines franches dans l'Atlantique Nord et l'hémisphère sud. Ces balises sont non létales et, appliquées avec un arc, peuvent transmettre aux chercheurs la localisation, les mouvements, les plongées et d'autres informations sur les baleines. Cependant, la seule occasion où les chercheurs ont détecté visuellement une baleine franche et ont pu lui attacher une balise satellite était lors des recherches de la NOAA en mer de Béring en 2006. Cependant, sur les ___ balises déployées, ___ ont échoué en ___ jours. Seule une balise a fonctionné, et elle a cessé de fonctionner après 40 jours, juste au moment où l'on s'attendait à ce que la baleine commence sa migration vers le sud. Pendant cette période, la baleine s'est déplacée dans une grande partie du plateau continental, y compris des zones du plateau continental où les baleines franches n'ont pas été observées depuis des décennies.

Il peut y avoir des endroits dans la mer d'Okhotsk où les baleines franches peuvent être trouvées de manière fiable en été. Dans la mer d'Okhotsk, les baleines franches sont actuellement distribuées loin des côtes dans la partie sud de la mer. La mer est principalement des eaux territoriales russes, donc la coopération russe est nécessaire pour toute étude. L'éloignement de l'emplacement et la forte demande de navires et d'aéronefs associés à l'exploration pétrolière et gazière près de l'île de Sakhaline rendent toute étude par navire ou aérienne difficile et coûteuse.

### Droit international
Après la Première Guerre mondiale, les principales nations baleinières de l'époque (Norvège, Grande-Bretagne, États-Unis) se sont de plus en plus préoccupées de l'épuisement des baleines bleues et d'autres espèces de baleines, et ont conclu le premier traité international sur la chasse à la baleine en 1931 : la Convention internationale pour la réglementation de la chasse à la baleine, entrée en vigueur en 1935 après ratification par les pays membres. Le traité interdisait la chasse à toutes les baleines franches. Cependant, le Japon et l'Union soviétique n'ont pas ratifié le traité et n'étaient donc pas liés par celui-ci. Les tentatives d'amener les autres grandes nations baleinières à adhérer à un régime international ont échoué jusqu'après la Seconde Guerre mondiale.

En 1946, les principaux pays baleiniers ont signé la Convention internationale pour la réglementation de la chasse à la baleine, qui a créé la Commission baleinière internationale (CBI), dont les réglementations sont entrées en vigueur en 1949. Depuis sa création, la CBI a interdit la chasse commerciale à la baleine franche. Actuellement, la CBI classe l'E. japonica comme "Stock protégé", ce qui interdit la chasse commerciale.

Cependant, la Convention internationale pour la réglementation de la chasse à la baleine permet explicitement aux pays membres de délivrer des permis à leurs propres citoyens pour tuer des baleines à des fins de recherche scientifique, même si cette espèce est par ailleurs protégée contre les chasses commerciales. En 1955, l'Union soviétique a accordé à ses baleiniers des permis pour tuer 10 baleines franches du Pacifique Nord, et en 1956 et 1958, le Japon a accordé à ses baleiniers des permis pour tuer 13 baleines franches du Pacifique Nord. Le pays membre délivrant le permis scientifique doit signaler ces permis à la Commission baleinière internationale. Les 23 baleines franches du Pacifique Nord prises en vertu de ces permis fournissent une grande partie des données publiées sur la morphologie et la biologie de la reproduction de cette espèce. Aucun autre permis de chasse scientifique à la baleine franche du Pacifique Nord n'a été délivré par aucun pays.
Pendant les années 1960, la CBI n'a pas placé d'observateurs sur les navires baleiniers. Les nations baleinières étaient censées surveiller leurs propres baleiniers. L'Union soviétique a abusé de ce processus en dirigeant ses baleiniers pour capturer des milliers de baleines bleues, de baleines à bosse et de baleines franches protégées dans le monde entier. Le vaste braconnage illégal de l'Union soviétique de baleines franches du Pacifique Nord est décrit dans la discussion sur la chasse à la baleine historique. La CBI n'a pas exigé de l'Union soviétique (et des autres nations membres) d'avoir des observateurs étrangers sur leurs navires avant 1972, époque à laquelle l'Union soviétique a conclu un accord avec le Japon pour avoir des observateurs japonais sur les navires baleiniers soviétiques.

En vertu de la Convention sur le commerce international des espèces de faune et de flore sauvages menacées d'extinction (CITES), toutes les baleines franches (Eubalaena spp.) sont répertoriées dans l'Annexe I, ce qui interdit tout commerce commercial international de parties ou de produits des espèces de baleines franches.

En vertu de la Convention sur la conservation des espèces migratrices appartenant à la faune sauvage (CMS), la baleine franche du Pacifique Nord est répertoriée dans l'Annexe I (CMS), car cette espèce a été catégorisée comme étant en danger d'extinction dans toute sa zone de répartition ou dans une proportion significative de celle-ci, et les Parties à la CMS s'efforcent de protéger strictement ces animaux, de conserver ou de restaurer les endroits où ils vivent, de réduire les obstacles à leur migration et de contrôler d'autres facteurs qui pourraient les mettre en danger.